# Manom
Manom là một xã trong vùng hành chính Lothringen, thuộc tỉnh Moselle, quận Thionville-Est, tổng Yutz. Tọa độ địa lý của xã là 49° 22' vĩ độ bắc, 06° 11' kinh độ đông. Manom có dân số vào thời điểm 1999 là 2700 người; mật độ dân số là 260 người/km².